# Dabbagamer
Dabbagamer (Uromastyx) är ett släkte av ödlor som ursprungligen kommer från norra Afrika och västra Asien.

## Utseende
Dabbagamer är robusta ödlor som har längre kropp än svans. Längden varierar något mellan arterna, men vanligtvis är de cirka 30 till 50 centimeter långa, med undantag för egyptiska dabbagamen (Uromastyx aegyptia) som kan bli mycket större. Juvenilerna är ganska enkelt färgade i olika nyanser av brunt. Som adult förekommer färger som gult, grönt, blått till rött. Kroppen är tillplattad och de är försedda med taggig svans.

## Ekologi
Något som utmärker dabbagameer från andra reptiler är deras förmåga att vistas i extrema temperaturer. De är dagaktiva och deras föda består nästan uteslutande av växter. Dabbagamerna är mästare på att ta vara på vatten och behöver nästan aldrig dricka utan får i sig vätska genom födan. Salt avsöndras från näsborrarna. Sin taggiga svans använder de vid hot då ödlan flyr ner i sitt hål och lägger sig skyddad bakom svansen.

## Som husdjur
Dabbagamer hölls ibland i terrarium med höga temperaturer under dagtid, cirka 55°C i den varma delen och cirka 30°C i den kalla delen. Vissa dabbagamer kan bli relativt "tama", den som är känd för att bli tillförlitlig är Uromastyx ornata. En dabbagam kan bli upp emot 20 år gammal i terrarium vid de rätta förutsättningarna. Henrik Artman skrev en artikel om Dabbagamer i Snoken 26(2), 1996, sid. 10-20.

## Arter
Följande arter listas av Catalogue of Life:
- Uromastyx acanthinura
- Egyptisk dabbagam (Uromastyx aegyptia)
- Uromastyx alfredschmidti
- Uromastyx asmussi
- Uromastyx benti
- Uromastyx dispar
- Uromastyx geyri
- Uromastyx hardwickii
- Uromastyx leptieni
- Uromastyx loricata
- Uromastyx macfadyeni
- Uromastyx occidentalis
- Uromastyx ocellata
- Uromastyx ornata
- Uromastyx princeps
- Uromastyx thomasi
- Uromastyx yemenensis